# Керкіра (футбольний клуб)
Керкіра (грец. Κέρκυρα) — грецький футбольний клуб, що базується в місті Керкіра, ном Керкіра. Домашні матчі команда проводить на стадіоні «Керкіра», що вміщає 3 000 глядачів.

## Історія
Футбольний клуб «Керкіра» заснований в 1967 році після злиття трьох футбольних колективів острова Корфу в одне ціле для виступу у Другому дивізіоні, а саме «Аріс Керкірас», «Хелеспонтіс» і «Астерас Керкірас». 1969 року команду перейменовали в «Керкіру».
У 1999 році пост президента футбольного клубу зайняв Спірос Калоянніс, який допоміг команді за 4 роки пройти три грецьких футбольних дивізіони. 2004 року «Керкіра» дебютувала в Альфа Етнікі, проте в наступному сезоні була понижена. У 2006 і 2007 роках клуб повторив шлях вгору і повернення назад. В сезоні 2010—2011 грає у вищому дивізіоні Альфа Етнікі.

### Історія виступів у національних лігах
- 1969—1970: Бета Етнікі (11 місце)
- 1970—1971: Бета Етнікі (17 місце)
- 1971—1972: Бета Етнікі (14 місце)
- 1972—1973: Бета Етнікі (16 місце)
- 1973—1974: Бета Етнікі (14 місце)
- 1974—1975: Бета Етнікі (20 місце — пониження)
- 1975—1976: Перший дивізіон Футбольної асоціації Керкіри
- 1976—1977: Перший дивізіон Футбольної асоціації Керкіри
- 1977—1984: Перший дивізіон Футбольної асоціації Керкіри
- 1984—1985: Гамма Етнікі (14 місце)
- 1985—1986: Гамма Етнікі (11 місце)
- 1986—1987: Гамма Етнікі (12 місце)
- 1987—1988: Гамма Етнікі (12 місце — пониження)
- 1988—1989: Дельта Етнікі (1 місце)
- 1989—1990: Гамма Етнікі (16 місце — пониження)
- 1990—1991: Дельта Етнікі
- 1991—1992: Дельта Етнікі (1 місце)
- 1992—1993: Гамма Етнікі (14 місце — пониження)
- 1993—1994: Дельта Етнікі
- 1994—1995: Дельта Етнікі
- 1995—1996: Дельта Етнікі (1 місце)
- 1996—1997: Гамма Етнікі (9 місце)
- 1997—1998: Гамма Етнікі (12 місце — пониження)
- 1998—2000: Дельта Етнікі
- 2000—2001: Дельта Етнікі (1 місце)
- 2001—2002: Гамма Етнікі (1 місце)
- 2002—2003: Бета Етнікі (5 місце)
- 2003—2004: Бета Етнікі (1 місце)
- 2004—2005: Альфа Етнікі (16 місце — пониження)
- 2005—2006: Бета Етнікі (2 місце)
- 2006—2007: Альфа Етнікі (14 місце — пониження)
- 2007—2008: Бета Етнікі (7 місце)
- 2008-09: Бета Етнікі (5 місце)
- 2009-10: Бета Етнікі (2 місце — підвищення)
- 2010-11 : Альфа Етнікі

## Відомі гравці
- Маркос Міхаліс
- Міхаліс Клокідіс
- Вангеліс Куцурес
- Андреас Нініадіс

Інші країни
- Філіпп Родрігес де Сілва